# Catherine Bosero
Catherine Bosero (Épinay-sur-Seine, 7 dicembre 1961) è un'ex cestista francese.

## Carriera
Con la Francia ha disputato i Campionati del mondo del 1979 e i Campionati europei del 1985.